# Конец миссис Чейни (фильм, 1937)
«Конец миссис Чейни» (англ. The Last of Mrs. Cheyney) — американская комедийная драма режиссёра Ричарда Болеславского 1937 года. Ричард Болеславский скоропостижно скончался, не закончив работу над фильмом, поэтому ленту закончили (без указания в титрах) Дороти Арзнер и Джордж Фицморис.

## Сюжет
Два английских аристократа преследуют богатую американскую вдову, которая оказывается не совсем той, за кого себя выдаёт.

## В ролях
- Джоан Кроуфорд — Фей Чейни
- Уильям Пауэлл — Чарльз
- Роберт Монтгомери — Артур
- Фрэнк Морган — лорд Келтон
- Джесси Ральф — герцогиня
- Найджел Брюс — Вилли
- Коллин Клэр — Джоан
- Бенита Хьюм — Китти
- Ральф Форбс — кузен Джон
- Айлин Прингл — Мария
- Мелвилл Купер — Уильям Вилл
- Леонард Кэри — Амес
- Сара Хейден — Анна
- Ламсден Гейр — инспектор Уизерспун
- Уоллис Кларк — Джордж